# 中西組
中西組（なかにしぐみ）は、大阪市中央区に本部を置く暴力団で、指定暴力団山口組の二次団体。

## 歴代組長
- 初代：中西一男（四代目組長代行・五代目山口組最高顧問）[2]。
- 二代目：布川皓二（本名：布川耕治、六代目山口組若中）[1]。

## 最高幹部
二代目中西組
- 組長：布川皓二
- 若頭：竹本矩智（三代目宮原組組長）
- 舎弟頭 - 野林真武（三代目大村一家総長)
- 本部長 - 山田弘次郎
- 組織委員長 - 高橋 誠(二代目龍誠会会長)
- 舎弟頭補佐 - 米田雄一(天勢会会長)
- 若頭補佐 - 新井一雄（北新会）
- 若頭補佐 - 川端敏一（川一会）
- 舎弟 - 川内弘憲（弘友会）
- 本部室長 - 山口年弘（山口会）

## 歴代若頭
■初代中西組若頭 
大谷 勝 
山川賢一（山川組 組長-五代目山口組若中） 
佐々木 宏　（佐々木総業会長）
岩田 實（岩田組組長） 
布川皓二（二代目宮原組組長-二代目中西組組長） 
■二代目中西組若頭 
竹本矩智（三代目宮原組組長）
山田 浩次郎（山道会会長） 
野坂利文（六代目宮原組組長）

## 主な出身者
舎弟頭 - 嘉陽宗輝（嘉陽組組長）・昭和49年直参昇格
若　中 - 羽根悪美（羽根組組長）・昭和51年直参昇格
若　頭 - 山川賢一（山川組組長）・平成元年5月直参昇格
神戸山口組若頭補佐 - 竹本 均（佰八龍會會長）・令和4年3月直参昇格・同年8月若頭補佐昇格